# Polyodaspis ruficornis
Polyodaspis ruficornis är en tvåvingeart som först beskrevs av Macquart 1835.  Polyodaspis ruficornis ingår i släktet Polyodaspis och familjen fritflugor. Inga underarter finns listade i Catalogue of Life.